# Тебя никогда здесь не было
«Тебя никогда здесь не было» (англ. You Were Never Really Here) — триллер 2017 года шотландского режиссёра Линн Рэмси с Хоакином Фениксом в главной роли. Экранизация одноимённого романа Джонатана Эймса. Мировая премьера прошла на 70-м Каннском кинофестивале, где фильм получил две награды: «Лучшая мужская роль» (Хоакин Феникс) и «Лучший сценарий» (Линн Рэмси). Музыку к фильму написал Джонни Гринвуд из Radiohead.

## Сюжет
У сурового Джо (Хоакин Феникс) непростая судьба. Он никого не боится, лишь вспышки воспоминаний заставляют его вздрагивать. Безжалостный герой-одиночка, идущий напролом ради спасения слабых. Для Нины (Екатерина Самсонова), девочки, которую заставляют заниматься проституцией, Джо — единственная надежда. И даже самые изощрённые и жестокие силы не должны помешать ему вызволить её из ада, в который она попала.

## В ролях
| Актёр               | Роль                 |
| ------------------- | -------------------- |
| Хоакин Феникс       | Джо                  |
| Екатерина Самсонова | Нина                 |
| Алессандро Нивола   | сенатор Уильямс      |
| Алекс Манетт        | сенатор Вотто        |
| Джон Доман          | Джон Макклири        |
| Джудит Анна Робертс | мать Джо             |
| Кейт Истон          | мать Джо в молодости |
| Джейсон Бабински    | Глаз Провидения      |
| Фрэнк Пандо         | Энджел               |
| Мэдисон Арнольд     | пожилой мужчина      |

## Съемочная группа
Когда меня номинировали в Каннах на «Лучшую мужскую роль», я даже не думал, что выиграю. Пришел в зал в кедах, тихо сел на свое место. И вот во всей этой французской речи, что доносится со сцены, звучит мое имя, люди вдруг начинают аплодировать, поворачиваются и смотрят на меня. Я спрашиваю у Руни: «Мне что, надо встать?»
- Автор сценария — Линн Рэмси (по роману Джонатана Эймса)
- Режиссёр-постановщик — Линн Рэмси
- Продюсеры — Роза Аттаб, Паскаль Кочето, Линн Рэмси, Джеймс Вилсон
- Оператор — Томас Тауненд
- Композитор — Джонни Гринвуд
- Монтаж — Джо Бини
- Художник-постановщик — Тим Граймсанска
- Художник по костюмам — Малгозия Турз
- Художник-декоратор — Кендалл Андерсон

## Награды и номинации
| Список наград и номинаций            | Список наград и номинаций | Список наград и номинаций   | Список наград и номинаций  | Список наград и номинаций |
| Кинопремия                           | Дата церемонии            | Категория                   | Номинант(ы)                | Результат                 |
| ------------------------------------ | ------------------------- | --------------------------- | -------------------------- | ------------------------- |
| Каннский международный кинофестиваль | 17-28.05.2017             | Золотая пальмовая ветвь     | Тебя никогда здесь не было | Номинация                 |
| Каннский международный кинофестиваль | 17-28.05.2017             | Приз за лучший сценарий     | Линн Рэмси                 | Победа                    |
| Каннский международный кинофестиваль | 17-28.05.2017             | Приз за лучшую мужскую роль | Хоакин Феникс              | Победа                    |